# Gian Clavell
Gian Louis Clavell López (Caguas, 26 de noviembre de 1993) es un baloncestista puertorriqueño que pertenece a la plantilla del Fundación Club Baloncesto Granada de la Liga Endesa. Con 1,93 metros de estatura, juega en la posición de escolta.

## Trayectoria deportiva

### Universidad
Jugó dos años en el pequeño Northwest Kansas Technical College, de la NJCAA, donde en su segunda temporada lideró a su equipo promediando 16,6 puntos y 5,9 rebotes por partido. De ahí fue transferido a los Rams de la Universidad Estatal de Colorado, donde jugó tres temporadas más, en las que promedió 15,2 puntos, 5,2 rebotes y 1,7 asistencias por partido. En su segundo año con los Rams sufrió una lesión en el mes de diciembre, perdiéndose el resto de la temporada, cuando estaba promediando 20,8 puntos y 6,9 rebotes por encuentro.
En su última temporada fue incluido en el mejor quinteto de la Mountain West Conference y elegido Jugador del Año de la conferencia, tras promediar 20,4 puntos, 6,3 rebotes y 2,0 robos de balón.

### Profesional
Tras no ser elegido en el Draft de la NBA de 2017, fue invitado por los Miami Heat a participar en las ligas de verano, con los que disputó diez partidos, en los que promedió 9,1 puntos y 2,8 rebotes. El 23 de julio firmó un contrato parcialmente garantizado con los Dallas Mavericks para disputar la pretemporada. Debutó como profesional el 20 de octubre ante Sacramento Kings, logrando 3 puntos y 2 rebotes. El 17 de noviembre de 2017 fue cortado por los Mavericks.
En enero de 2018 ficha por el resto de la temporada 2017-18 por el equipo turco del Sakarya BB.
Tras finalizar la temporada 2017-18 en Turquía, en agosto de 2018 se compromete por un año con el Club Baloncesto Estudiantes de la Liga ACB.
Tras comenzar la temporada 2020-21 en las filas del Avtodor Saratov, el 29 de abril de 2021 firma por el Promitheas Patras B.C. de la A1 Ethniki hasta el final de la temporada.
El 11 de agosto de 2021, firma por el BC Budivelnyk de la Superliga de Baloncesto de Ucrania.
En el 2022 firmó con Cangrejeros de Santurce del Baloncesto Superior Nacional en su país de origen, Puerto Rico. Posteriormente, el 24 de junio de 2022 fichó por el BC Prometey de la Liga Letona-Estonia de Baloncesto.
El 11 de julio de 2024, firma por el Fundación Club Baloncesto Granada de la Liga Endesa.

### Selección nacional
Entre julio y agosto de 2024 fue parte de la selección absoluta de Puerto Rico, que disputó los Juegos Olímpicos de París, finalizando en decimosegunda posición.

## Estadísticas de su carrera en la NBA

### Temporada regular
| Año     | Equipo | PJ | PT | MPP | %TC  | %3P  | %TL   | RPP | APP | ROB | TPP | PPP |
| ------- | ------ | -- | -- | --- | ---- | ---- | ----- | --- | --- | --- | --- | --- |
| 2017-18 | Dallas | 7  | 0  | 9.1 | .333 | .400 | 1.000 | 1.0 | .4  | .3  | .0  | 2.9 |
| Total   | Total  | 7  | 0  | 9.1 | .333 | .400 | 1.000 | 1.0 | .4  | .3  | .0  | 2.9 |